# Ligne de Revigny à Saint-Dizier
La ligne de Revigny à Saint-Dizier est une ancienne ligne stratégique, en grande partie déclassée, des départements français de la Meuse et de la Haute-Marne qui reliait les gares de Revigny, sur la ligne radiale de Paris-Est à Strasbourg-Ville, et de Saint-Dizier, sur la ligne de Blesme - Haussignémont à Chaumont.
Elle constitue la ligne no 019 000 du réseau ferré national. Historiquement, elle constituait le tronçon septentrional de la ligne 267 (Sens-Saint-Clément – Revigny) dans l'ancienne numérotation SNCF des lignes de la région Est.

## Historique
La loi du 17 juillet 1879 (dite plan Freycinet) portant classement de 181 lignes de chemin de fer dans le réseau des chemins de fer d’intérêt général retient en no 18 une ligne de « Revigny à Saint-Dizier ». Elle a été déclarée d'utilité publique par une loi le 28 juin 1881.
La ligne est concédée à titre définitif par l'État à la Compagnie des chemins de fer de l'Est par une convention signée entre le ministre des Travaux publics et la compagnie le 11 juin 1883. Cette convention est approuvée par une loi le 20 novembre suivant.

### Date d'ouverture
- De Revigny à Saint-Dizier, le 15 mars 1885.

### Fermeture au service des voyageurs
- De Revigny à Saint-Dizier, le 5 mai 1938.

### Déclassements
- De Robert-Espagne à Saint-Dizier (PK 12,630 à 26,000), le 14 janvier 1972[4].
- Raccordement n°1 de Revigny (PK0,065 à 0,585), le 14 janvier 1972[4].
- Raccordement n°1 de Saint-Dizier (PK0,080 à 0,505), le 14 janvier 1972[4].
- De Revigny à Robert-Espagne (PK 3,930 à 12,630), le 18 février 1976[5].

En 2019, seule la section entre Revigny et l'usine ArcelorMittal de Contrisson est utilisée ; un raccordement à cette ligne à Saint-Dizier est peut-être également utilisé.

## Description de la ligne

### Caractéristiques
Entre Revigny et Mognéville, la ligne ne possède pas de déclivité importante. Elle grimpe ensuite en rampe quasi-continue de 7 ‰ jusqu'au faîte de la ligne situé près du tunnel de Baudonvilliers.

### Infrastructure
La ligne était autrefois à double voie ; les gares de Mognéville, Robert-Espagne et Sommelonne - Baudonvilliers possédaient plusieurs voies de garage et de déchargement. 
La seconde voie, visible en 1935, a été démontée avant 1962.

## Galerie de photographies

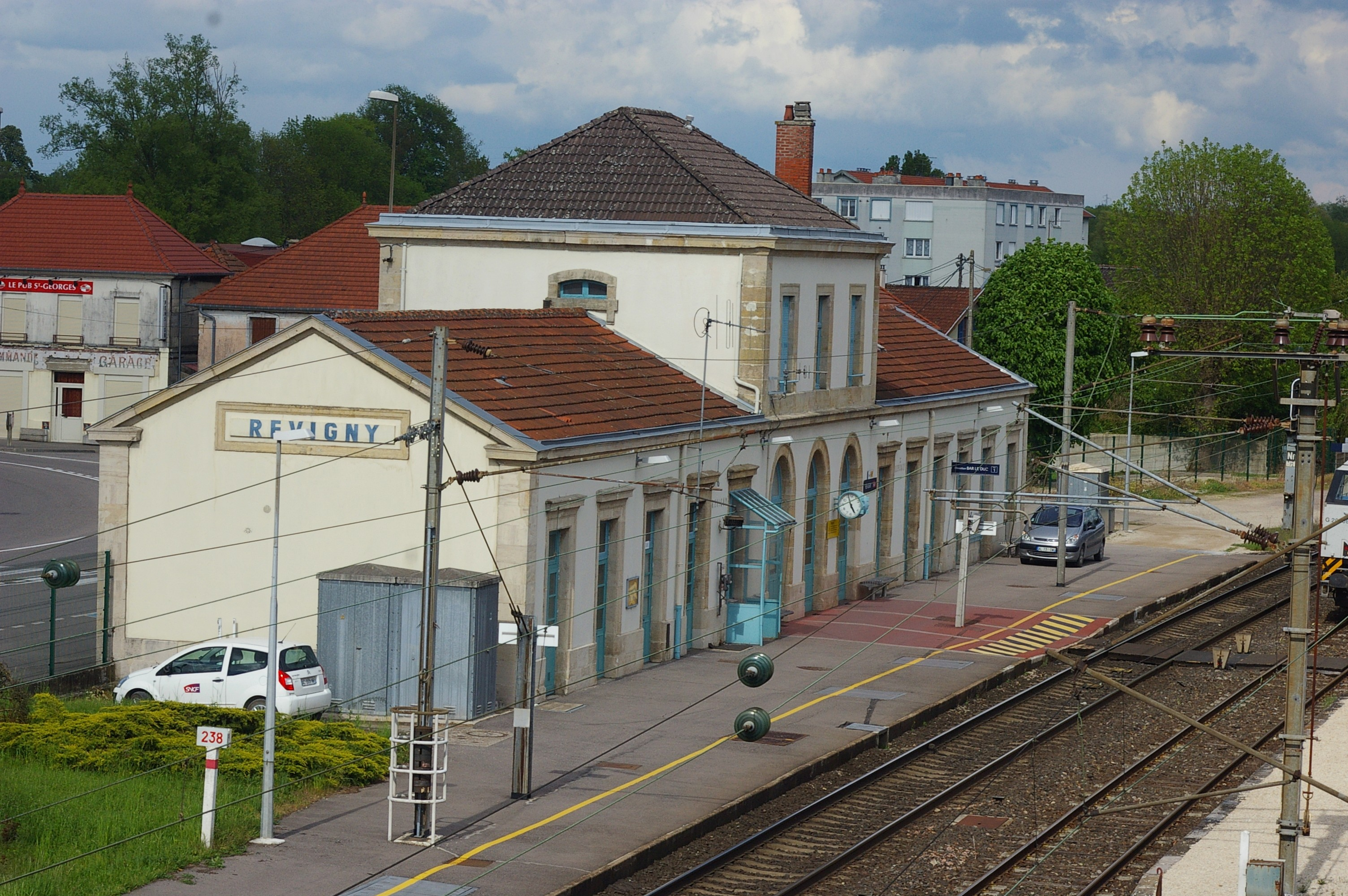
La gare de Revigny.
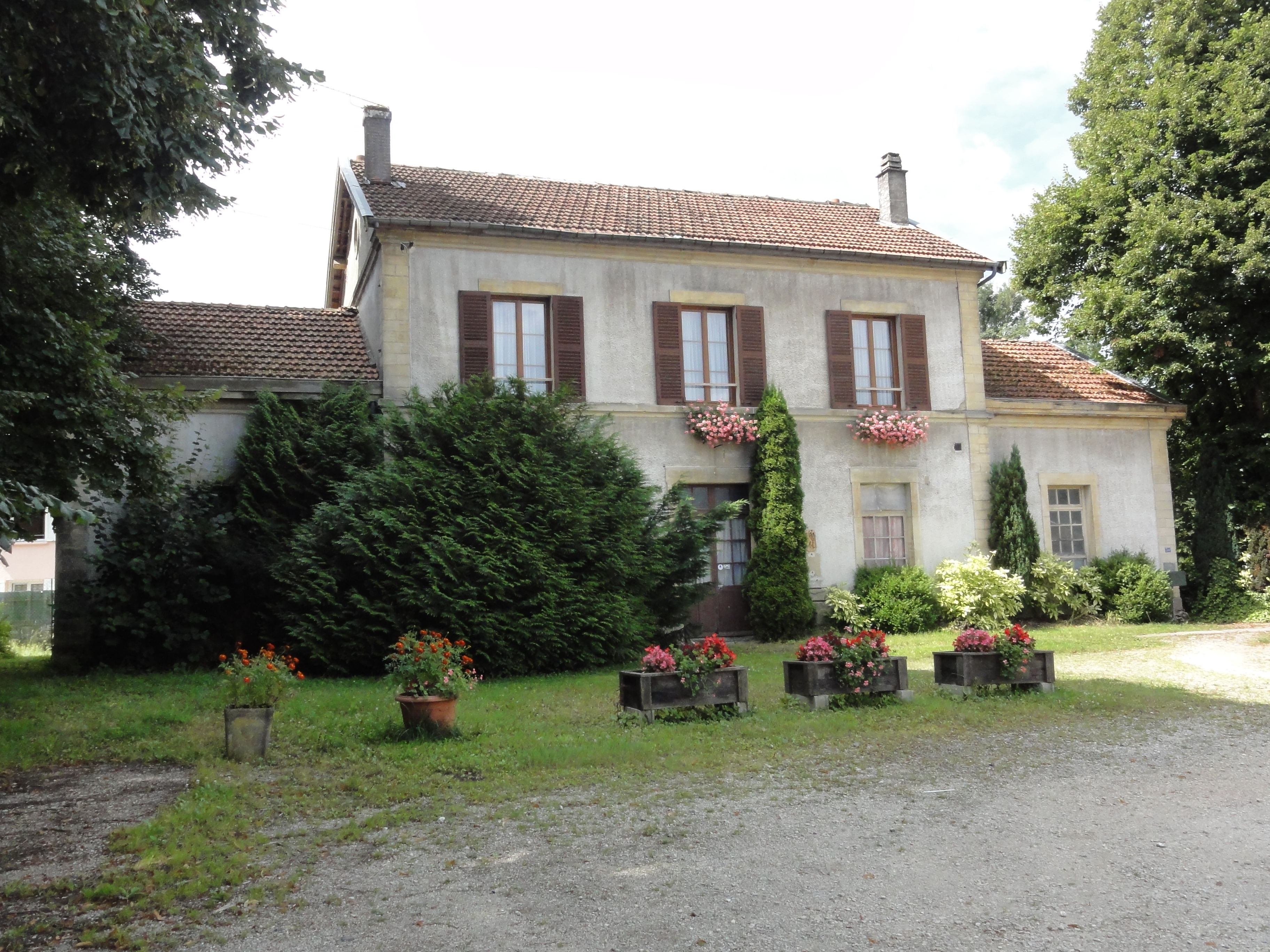
La gare de Robert-Espagne.
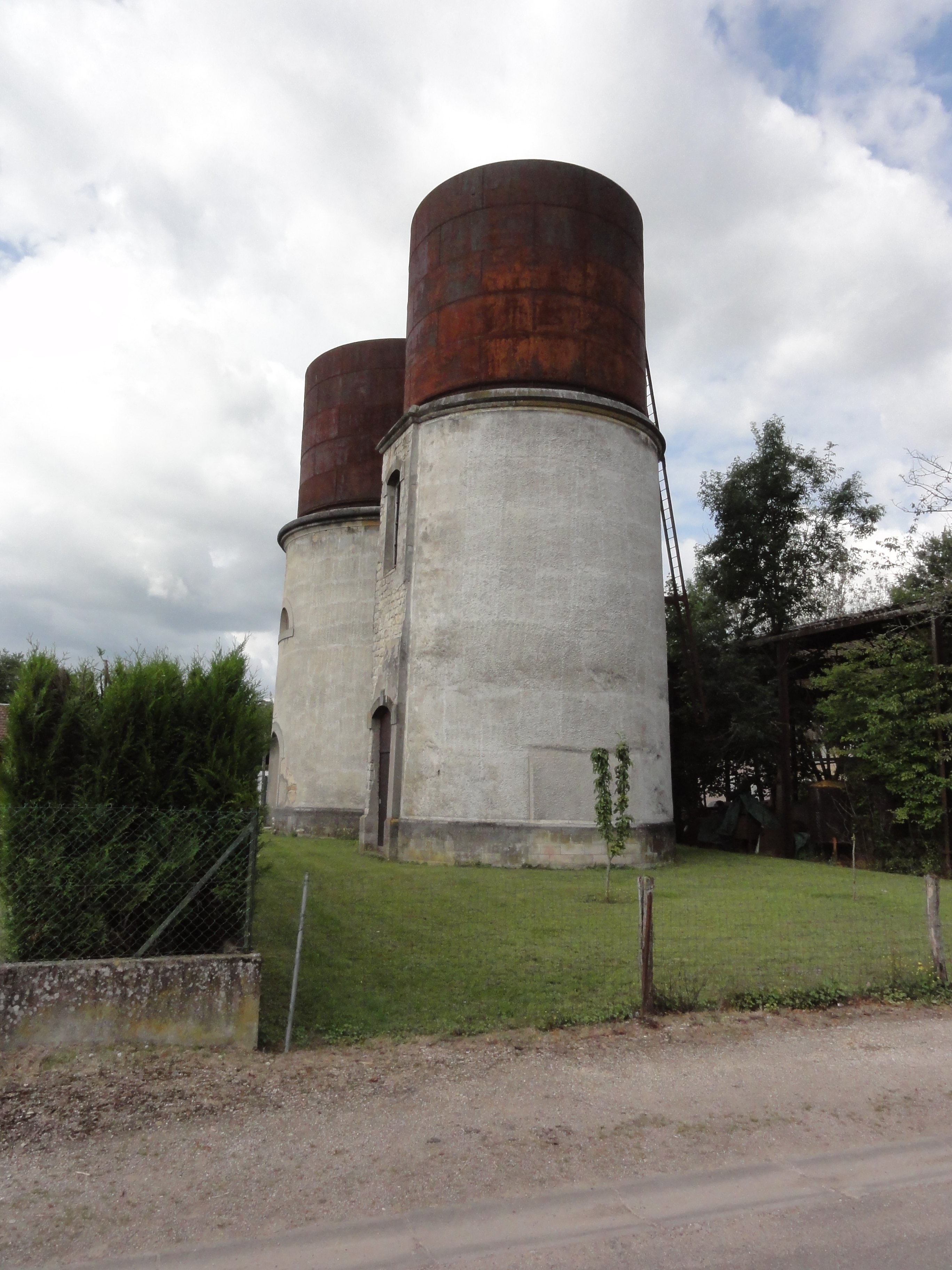
Château d'eau de la gare de Robert-Espagne.
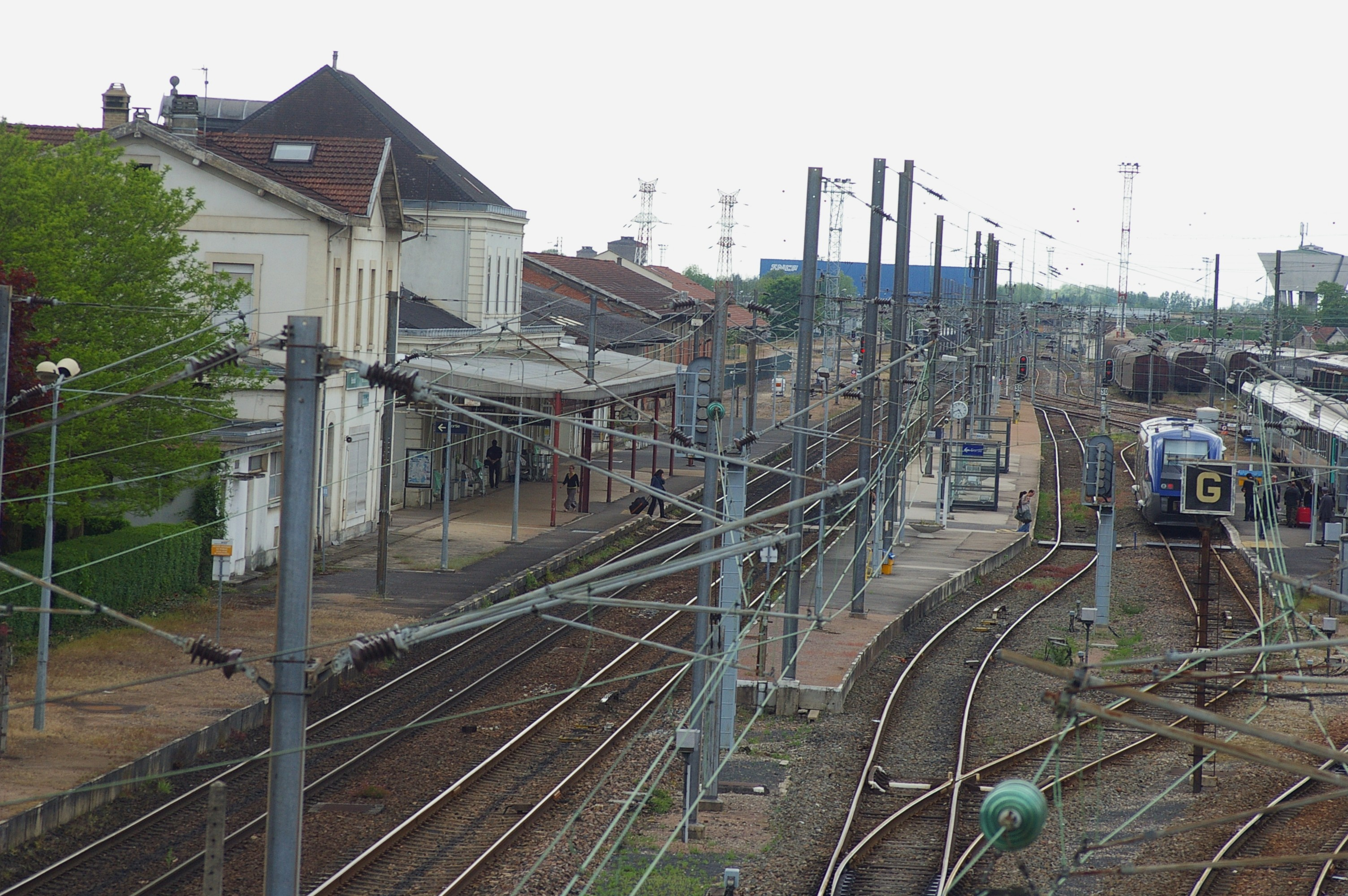
La gare de Saint-Dizier.